# Mike Kleijn
Mike Kleijn, né le 9 février 2005 à Bréda, est un footballeur néerlandais qui évolue au poste de milieu de terrain au Feyenoord Rotterdam.

## Biographie

### Carrière en club
Passé par le VV Baronie dans sa Bréda natale, Mike Kleijn rejoint ensuite l'académie du Feyenoord Rotterdam à l'âge de six ans. Régulièrement surclassé en équipes de jeunes, et pourtant aussi régulièrement détenteur du brassard de capitaine, il signe son premier contrat professionnel avec le club à l'été 2020,.

### Carrière en sélection
Mike Kleijn est international néerlandais en équipe de jeunes. En avril 2022, il est sélectionné avec l'équipe des Pays-Bas des moins de 17 ans pour l'Euro 2022. Capitaine de la sélection avant la compétition continentale, il joue un rôle central dans le parcours des Pays-Bas, qui se qualifient pour la finale du tournoi. Ils battent l'Italie 2-1 en quart, puis signent une victoire aux tirs au but face à la Serbie en demi-finale, à la suite d'un score de 2-2 à la fin du temps réglementaire.

## Palmarès
Pays-Bas -17 ans
- Championnat d'Europe -17 ans :
  - Finaliste : 2022.